# Hormone mélanotrope
Pour les articles homonymes, voir MSH.
L'hormone mélanotrope, mélanotropine, mélanocortine (nom le plus utilisé) ou MSH (pour melanocyte-stimulating hormone), est une hormone qui provoque chez l'humain la synthèse de mélanine, principalement en réponse aux rayons UVA. Sécrétée par les cellules mélanotropes de l'hypophyse (lobe intermédiaire), les kératinocytes et les mélanocytes, elle est le produit de maturation d'une prohormone, la POMC, par des enzymes spécifiques appelées convertases de prohormones.
Il existe trois types de MSH : la α-MSH, la γ-MSH (issues de la maturation de l'hormone corticotrope ou ACTH) et la β-MSH (issue de la maturation de la lipotropine β-LPH).
Dans les cellules mélanotropes de l'hypophyse on retrouve les α-MSH et β-MSH, alors que dans les mélanocytes est maturée de la α-MSH uniquement.

## Structure
- α-MSH : Ac-Ser-Tyr-Ser-Met-Glu-His-Phe-Arg-Trp-Gly-Lys-Pro-Val-NH2
- β-MSH (humaine) : Ala-Glu-Lys-Lys-Asp-Glu-Gly-Pro-Tyr-Arg-Met-Glu-His-Phe-Arg-Trp-Gly-Ser-Pro-Pro-Lys-Asp
- β-MSH (porcine) : Asp-Glu-Gly-Pro-Tyr-Lys-Met-Glu-His-Phe-Arg-Trp-Gly-Ser-Pro-Pro-Lys-Asp
- γ-MSH : Tyr-Val-Met-Gly-His-Phe-Arg-Trp-Asp-Arg-Phe-Gly

## Effets
De manière endocrine, paracrine ou autocrine, la MSH agit notamment sur les mélanocytes de la peau en provoquant la synthèse de mélanine principalement en réponse aux rayons UVA.
Il a été également démontré un rôle de la MSH sur certaines cellules immunitaires[réf. nécessaire].
Il agit sur des récepteurs spécifiques dont cinq isoformes ont été identifiés : MC1R, MC2R, MC3R, MC4R et MC5R.

## Mode d'action
Les effets de la MSH passent par sa fixation sur un récepteur membranaire spécifique appelé MCR (pour melanocortin receptor) exprimé normalement par les mélanocytes de la peau. La fixation de la MSH à son récepteur entraîne une voie de signalisation intracellulaire impliquant le calcium comme second messager.

## Hormones mélanotropes de synthèse
Plusieurs molécules analogues de l'hormone mélanotrope ont été synthétisées, dont l'afamélanotide (ou melanotan-1) et le brémélanotide (métabolite du melanotan II). Leur usage médical est en cours de test mais ils sont vendus de manière détournée dans le grand public pour leur propriété de bronzage à base de mélanine (pour le melanotan I) et pour l'accroissement du désir sexuel (pour le melanotan II), et ce, malgré l'avertissement de diverses instances, dont la Food and Drug Administration.